# Petrowiriwka
Petrowiriwka (ukrainisch Петровірівка; russisch Петроверовка Petrowerowka) ist ein Dorf in der ukrainischen Oblast Odessa mit etwa 2900 Einwohnern (2020).

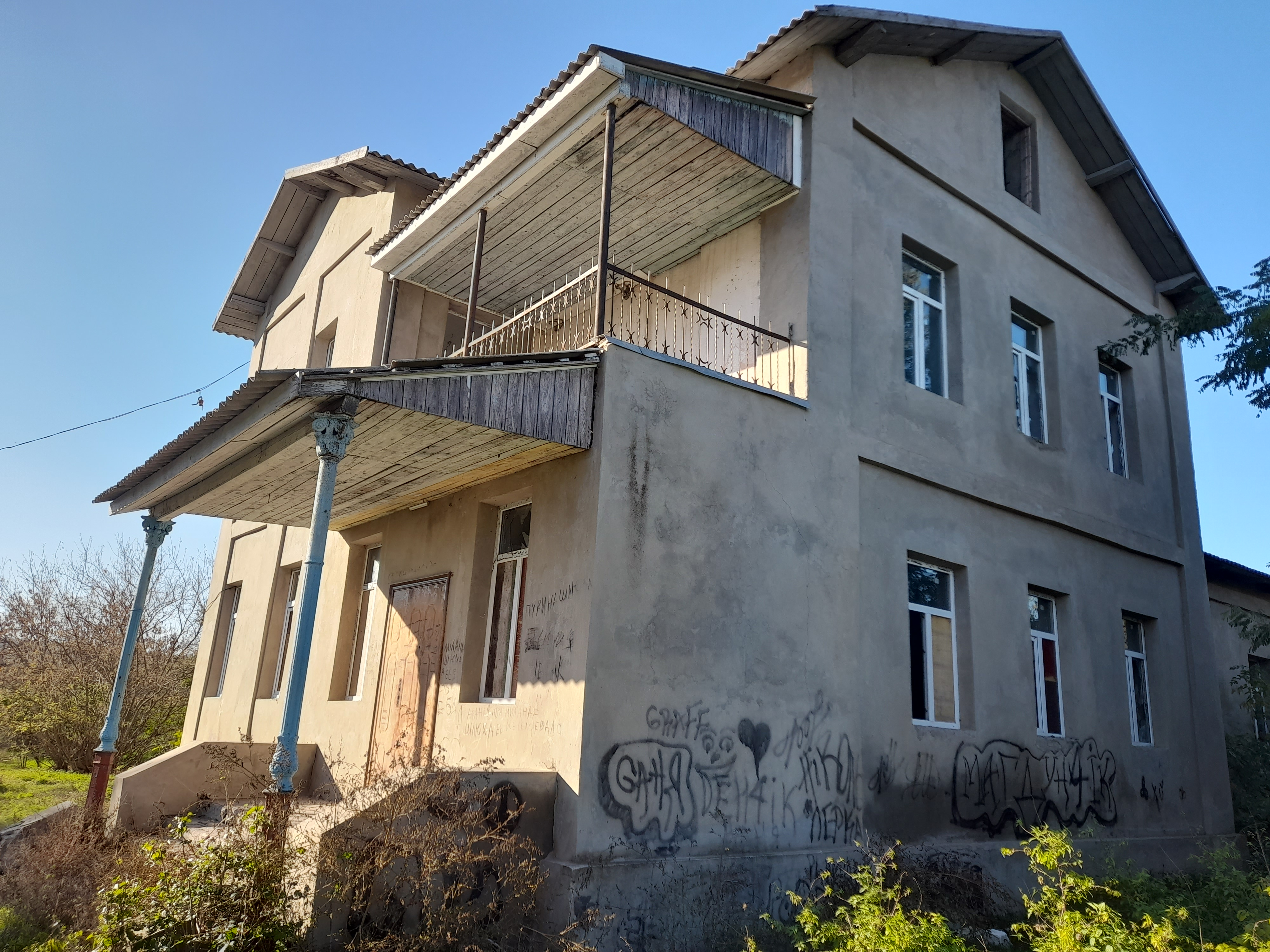
Haus im Ort

Das 1814 gegründete Dorf hieß bis 2016 Schowten (Жовтень).
Petrowiriwka liegt im Tal des Welykyj Kujalnyk 21 km südlich vom ehemaligen Rajonzentrum Schyrjajewe und etwa 100 km nördlich vom Oblastzentrum Odessa.
Durch das Dorf verläuft die Regionalstraße P–71 die nördlich des Dorfes auf die Fernstraße M 05 trifft.
Am 11. Oktober 2019 wurde das Dorf zum Zentrum der neugegründeten Landgemeinde Petrowiriwka (Петровірівська сільська громада/Petrowiriwska silska hromada). Zu dieser zählten auch noch die 9 in der untenstehenden Tabelle aufgelistetenen Dörfer, bis dahin bildete es zusammen mit den Dörfern Kostjantyniw, Poljowe und Rewowa die gleichnamige Landratsgemeinde Petrowiriwka (Петровірівська сільська рада/Petrowiriwska silska rada) im Süden des Rajons Schyrjajewe.
Seit dem 17. Juli 2020 ist sie ein Teil des Rajons Beresiwka.
Folgende Orte sind neben dem Hauptort Petrowiriwka Teil der Gemeinde:
| Name                     | Name         | Name                        |
| ukrainisch transkribiert | ukrainisch   | russisch                    |
| ------------------------ | ------------ | --------------------------- |
| Armaschiwka              | Армашівка    | Армашевка (Armaschewka)     |
| Berdynowe                | Бердинове    | Бердыново (Berdynowo)       |
| Kostjantyniw             | Костянтинів  | Константинов (Konstantinow) |
| Kryschaniwka             | Крижанівка   | Крыжановка (Kryschanowka)   |
| Nowoswitiwka             | Новосвітівка | Новосветовка (Nowoswetowka) |
| Poljowe                  | Польове      | Полевое (Polewoje)          |
| Rewowa                   | Ревова       | Ревова                      |
| Roskischne               | Розкішне     | Роскошное (Roskoschnoje)    |
| Schukowske               | Жуковське    | Жуковское (Schukowskoje)    |